# 李燦 (詩人)
李 燦（リ チャン、리찬、日本名：青葉薫、1910年1月15日 - 1974年1月14日）は、「金日成将軍の歌 (김일성 장군의 노래)」の作詞などによって知られる朝鮮民主主義人民共和国（北朝鮮）の詩人。

## 経歴
咸鏡南道北青郡出身。京城第二高等普通学校（後の景福高等学校）を卒業し、日本の立教大学と早稲田大学に学んだ。この当時に、林和などと知り合い、社会主義系の文学運動に加わった。
1931年の冬至に結成された朝鮮プロレタリア芸術家同盟 (KAPF) に加わり、中央委員として活動した。1932年に検挙されて、約2年間、投獄の苦難を体験し、以後は故郷である北清に戻り、詩集を発表した。KAPFの活動をしていた初期には、現実参加的な叙述詩を書いたが、服役後に刊行した詩集『待望 (대망)』（1937年）、『焚香 (분향)』（1938年）、『望洋 (망양)』（1940年）には虚無的な情緒で、弱気な知識人としての苦悩を告白する内容が入っている。
太平洋戦争期間の間親日的な詩を発表した。1944年に『毎日新報』と『新時代』に発表された「送出陳學徒 (송출진학도)」（「出陣学徒を送る」の意）が代表的なものである。 この期間中は、親日社会主義系の戯曲作品も創作した。
光復（解放）後しばらくして上京し、ソウルで朝鮮文学家同盟に参加したが、それを除けば、おもに北清を中心に活動し、自然に越北作家になった。 咸鏡南道恵山郡人民委員会副委員長、『咸南人民日報 (함남인민일보)』社編集局長を引き受けて活動し、北朝鮮文学芸術同盟 (북조선문학예술동맹) 書記長も引き受けた。この時期に出した詩集には『花園 (화원)』（1946年）、『勝利の記録 (승리의 기록)』（1947年）、『ソ連詩抄 (쏘련시초)』（1947年）等があり、朝鮮民主主義人民共和国政権の成立に関連した政治的傾向性が強い詩を創作した。
彼は、朝鮮民主主義人民共和国で広く歌われている「金日成将軍の歌」を1946年に作詞した。 この歌は、朝鮮民主主義人民共和国文学で非常に重視されている首領形象創造文学の屈指の神髄とされており、作詞者であるリ・チャンは革命詩人として高く評価されている。
彼は、朝ソ文化協会副委員長、文化宣伝省群衆文化局長、朝鮮文学芸術総同盟中央委員会副委員長などを歴任した。 連作映画『民族と運命 (민족과 운명)』では、KAPFに参加した作家としての彼の生涯に特に光が当てられた。彼の遺骸は、愛国烈士陵に葬られている。
彼は、日本統治時代の末期に親日的であったとして、2008年に民族問題研究所が発表した親日人名辞典収録予定者の名簿の文学部門に含まれ、また、2002年に発表された親日文学者42人の名簿にも含まれている。 親日作品は、戯曲2編を含む合計8編が明らかになっている。親日反民族行為真相糾明委員会が発表した親日反民族行為705人名簿にも含まれた。